# أوستفيلدرن
أوستفيلدرن (بالألمانية: Ostfildern) هي Grosse Kreisstadt، مدينة وبلدة ألمانية تقع في ألمانيا في Esslingen. يقدر عدد سكانها بـ 34,687 نسمة .

## المدن التوأمة
مدن Reinach، مونلويه، أين، بولتافا، ميراندولا وهوونامس هي مدن توأمة لـاويتفيلدن.

## أعلام
- مانويل سباث
- توبياس رازبج
- كاساندرا ستين
- مايكل درير
- ستيفان شوماخر
- كارل لانج